# Завадівський заказник
Зава́дівський заказник — лісовий заказник місцевого значення в Україні. Розташований у межах Жовківського та (частково) Яворівського районів Львівської області, на північний захід від села Завадів. 
Площа 3561 га. Статус присвоєно 1984 року. Перебуває у віданні ДП «Львівський лісгосп» (Завадівське л-во, кв. 1-66). 
Створений з метою збереження цінних букових лісів з мальовничими ландшафтами Розточчя. Основними завданнями заказника є: охорона, збереження і відновлення цінних букових насаджень природного походження з типовою для цієї формації флорою і фауною, а також підтримка загального екологічного балансу в регіоні.

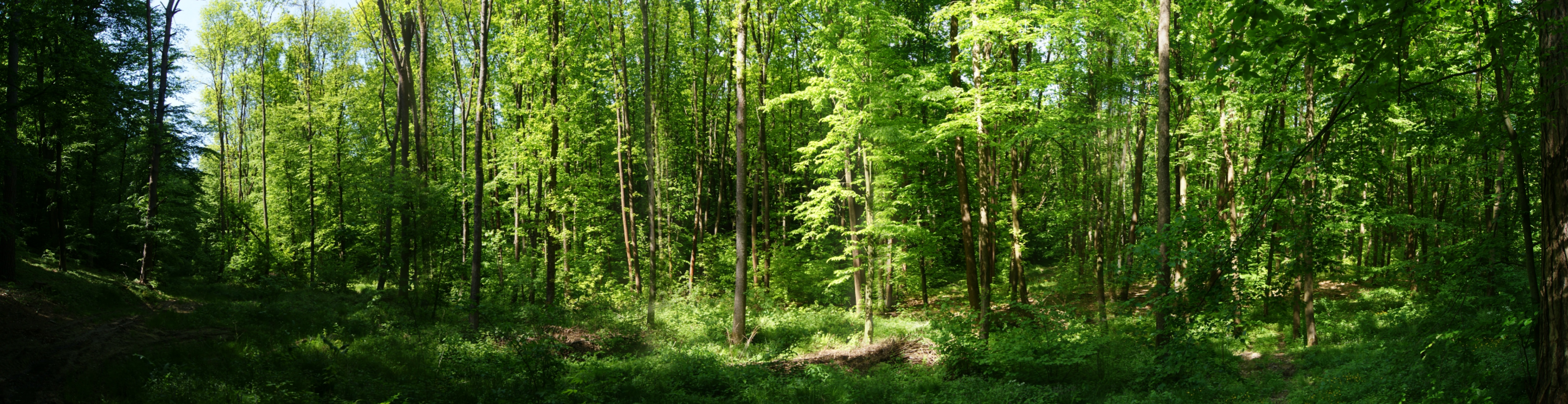
Природа заказника